# Me oyen, me escuchan
Me oyen, me escuchan es una canción de la cantante mexicana Thalía lanzada para su decimocuarto álbum de estudio Valiente. Fue lanzado por Sony Music Latin como el segundo sencillo promocional del álbum el 31 de agosto de 2018.

## Antecedentes y composición
El 2 de agosto de 2018 Thalía hizo un vídeo en Facebook Live para agradecer a sus fans por su vídeo anterior No Me Acuerdo alcanzando 200 millones de reproducciones en YouTube. Al inicio del vídeo ella dice "¡Hola! ¿Estan ahi mis vidas? ¿Estan ahi? ¿Me oyen? ¿Me escuchan?" y luego comienza a cantar y bailar "¿Me escuchan? ¿Me oyen? Me escuchan, me oyen, me sienten? Yo estoy felíz felíz felíz. Felíz de que los tengo! De que los tengo, tengo, tengo!". Al final del vídeo ella dijo: "Gracias, gracias. Tiki tiki tin, tiki tiki tin tin tin, taka taka tan. ¡Los amo! Bye, bye, bye,bye, bye, bye, bye. ¿Cómo le apago?". 
La forma en que dijo todas esas cosas se volvió viral por resultarle muy divertida a mucha gente que comenzaron a grabarse diciendo las mismas cosas de la misma manera, iniciando así un nuevo meme llamado Desafío Thalía. A medida que más personas subían sus videos del Desafío Thalía en línea, incluso varias celebridades, el video llamó más atención que un YouTuber llamado Chuy Nuñez hizo un autone remix del video y lo subió a su canal de Facebook y YouTube el 22 de agosto de 2018. El 31 de agosto de 2018 Thalía lanzó una versión grabada en estudio de la canción en todas las plataformas digitales.
El 3 de septiembre de 2018 Thalía compartió en sus redes sociales un video de la coreografía oficial de la canción. El video muestra a un grupo de adolescentes bailando la canción. El vídeo recibió 1,2 millones de visitas en Instagram apenas a pocas horas de su estreno.

## Lanzamiento y recepción
La canción se convirtió en el hit más sorprendente del año por lo que Thalía decidió incluirla en el álbum como bonus track.

## Actuación en vivo
Thalía interpretó la canción en el concierto benéfico Las Que Mandan, donde ella fue quien abrió el espectáculo y subió al escenario cantando la canción entre la multitud.

## Vídeo musical
Aunque la canción no tiene video oficial, mucha gente considera que el video del remix de Chuy Nuñez es el video de la canción y Thalía lanzó un video de audio en su canal oficial de YouTube el mismo día de la canción.<ref>«Convierten el viral de Thalía 'Tikitikiti' en video musical». 23 de agosto de 2018.

## Posicionamiento en listas
| Lista (2018)                        | Mejor posición |
| ----------------------------------- | -------------- |
| Mexican Espanol Airplay (Billboard) | 31             |
| Spain Physical/Digital (PROMUSICAE) | 26             |